# Renswoude

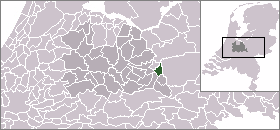
läge i Utrecht

Renswoude är en kommun i provinsen Utrecht i Nederländerna. Kommunens totala area är 18,52 km² (där 0,09 km² är vatten) och invånarantalet är på 4 287 invånare (2005).